# Furan
El furan és un compost orgànic heterocíclic consistent en un anell aromàtic de cinc membres amb quatre àtoms de carboni i un d'oxigen. La classe de compostos que contenen aquests anells s'anomenen furans. Típicament, es deriven de la descomposició tèrmica dels materials que contenen pentosa, amb cel·lulosa especialment la fusta dels pins. El furan és incolor, inflamable i un líquid molt volàtil amb el punt d'ebullició proper a temperatura ambient. És tòxic i l'Agència Internacional de Recerca sobre el Càncer (ARC) l'ha classificat com a possible carcinogen per als humans (Grup 2B). De fet, l'exposició als furans i metilfurans pot provocar danys greus a llarg termini, càncer inclòs.
El furan es troba de manera natural en nivells molt baixos en molts aliments i begudes, i ha estat relacionat amb el sabor dels aliments.
Els furans es formen a partir de substàncies naturals com la vitamina C, carotenoides, aminoàcids o carbohidrats.

## Història
El nom furan prové del llatí furfur, que significa segó. El primer derivat de furan va ser descrit l'any 1780 per Carl Wilhelm Scheele. El derivat furfural, va ser objecte d'un informe per Johann Wolfgang Döbereiner el 1831 i caracteritzat després per John Stenhouse. El mateix furan va ser preparat per Heinrich Limpricht el 1870, però anomenat aleshores tetrafenol.

Fins a l'any 1930 no es coneixia la seva presència als aliments.

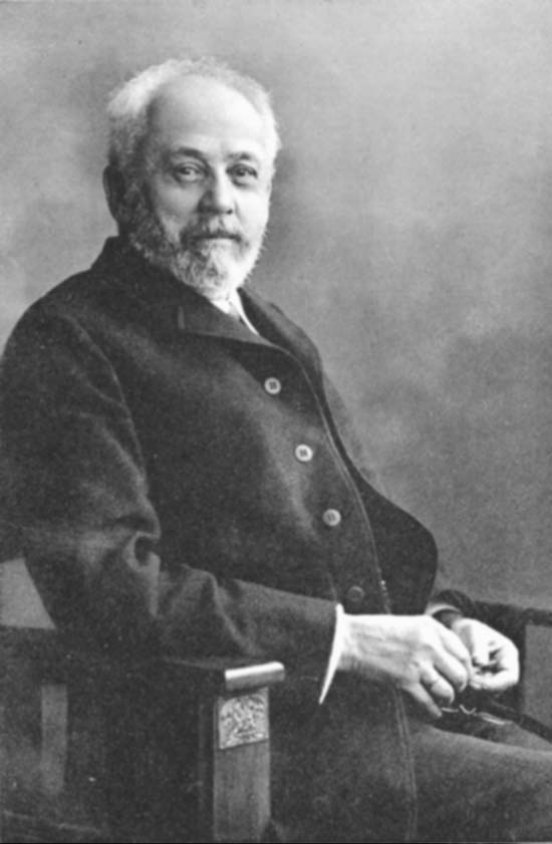
Heinrich Limpricht, químic descobridor del furan.

## Síntesi
- El furan es pot obtenir del furfural per oxidació i descarboxilació, el furfural es deriva de la destil·lació destructiva de panotxes de blat de moro amb presència d'àcid sulfúric.[6]
- Una síntesi clàssica del furan és la síntesi Feist-Benary.
- Un dels mètodes més simples és la reacció de la 1,4 diquetona amb pentaòxid de fòsfor (P₂O₅) en la síntesi Paal-Knorr.
- Degradació termal o reorganització de carbohidrats.[7]
- Degradació termal d'aminoàcids.[7]
- Oxidació de l'àcid ascòrbic o d'àcids grassos poliinsaturats i carotenoides.[7]

## El furan com a contaminant alimentari
El 2004 es va identificar la presència de furan en alguns aliments sotmesos a tractament tèrmic en la seva preparació, especialment en el cafè torrat. Encara no hi ha cap regulació, però l'Agència Europea de Seguretat Alimentària (EFSA per les seves sigles en anglès) ha demanat als estats membres que aportin dades i està compilant i valorant la informació.
L'eliminació del furan als aliments és complexa, ja que la seva formació és intrínseca del desenvolupament de les propietats organolèptiques d'alguns aliments. La majoria d'estratègies per a la reducció del furan en aliments ha consistit en l'addició d'additius alimentaris i/o controlant els precursors del furan.

Logo de l'Autoritat Europea de Seguretat Alimentària.(EFSA)

La presència de furan es va identificar en aliments com el cafè torrat, la cervesa, la sopa instantània, sucs de fruites i els farinetes. Això vol dir que els grups més exposats són els infants i adults. Es va determinar que, tornar a escalfar els aliments per infants ja mencionats en aigua calenta amb el pot sense tapa, pot reduir la concentració de furan fins a un 15-30 %.
El cas del cafè és el més important, ja que les quantitats en aquest quan és torrat són les més elevades en comparació amb els altres aliments; a més a més, el cafè és una beguda que es consumeix a grans quantitats al llarg del món. La presència de substrats, elevada temperatura i una activitat hídrica baixa, formen unes condicions ideals per a la formació del furan. El mètode amb el qual es prepara és rellevant, ja que varia la concentració de furan. Per exemple, al cafè turc o cafè bullit les pèrdues són 3-4 vegades més altes que al cafè de filtre o espresso.
El furan com a compost químic és diferent dels contaminants ambientals anomenats furans: aquest terme plural es fa servir com a abreviació freqüent del dibenzofuran policlorat (DFPC), un grup de compostos relacionats amb les dioxines. La combustió de fusta o carbó genera furans. Les plantes incineradores de residus eren una important font d'emissions de dioxines i furans fins que les regulacions europees van canviar dràsticament la situació.

## Detecció i quantificació
La FDA (Food and Drug Administration) va realitzar el primer mètode de detecció i quantificació del furan en aliments. Per a la seva detecció i quantificació cal una preparació en condicions de fred de les mostres a analitzar i, posteriorment, d'una incubació a 80 °C. El mètode més efectiu i empleat per a la determinació de furan als aliments és la cromatografia de gasos acoblada a espectrometria de masses.

## Toxicologia del furan
El furan és un compost carcinogen, sobretot del fetge, càncer del qual no se sap gaire bé el mètode d'acció.
Experiments amb animals han demostrat que el furan s'absorbeix ràpidament en l'intestí i pulmons. A causa de la seva baixa polaritat, el furan pot passar a través de membranes biològiques i entrar en diversos òrgans.
La presència del furan en aliments és preocupant per a moltes agències de salut pública com la FDA i la EFSA, i ha despuntat en la recerca i identificació de riscs causants pel furan en organitzacions internacionals com la NTP (National Toxicology Program) i I'ARC (Agency for Research on Cancer). La toxicologia d'aquest compost està documentada mitjançant estudis amb animals i s'ha vist en ratolins que altes dosis de furan causen anormalitats.

### Toxicitat i carcinogenicitat
Els experiments s'han dut a terme sobretot en rates i ratolins i s'ha pogut veure que indueix tumors hepatocel·lulars, a més d'una elevada incidència d'un tumor en el conducte biliar en rates. Així i tot, no hi ha estudis epidemiologics disponibles.
El gran efecte toxicològic del furan és la carcinogenicitat, i el fetge és l'objectiu principal en els rosegadors. Tot i això, el mecanisme d'inducció del furan de la carcinogenicitat en els rosegadors no ha estat encara clarificat.

### Genotoxicitat
S'han proposat dos mecanismes de carcinogenicitat del furan, però no se sap ben bé quin és el d'actuació: genotòxic i no genotòxic.
El mecanisme no genotòxic (indirecte) es basa en la modificació de proteïnes amb inducció de citotoxicitat, inflamació crònica i proliferació cel·lular.
El mecanisme genotòxic (directe) es basa en la unió de metabòlits reactius a l'ADN, actuant, per tant, com a mutagen, produint trencaments de cadena simple i aberracions en els cromosomes, danyant així l'ADN.
El furan és metabolitzat pels citocroms p450 (hepàtics), especialment pel CYP2E1 i convertit en l'intermediari reactiu cis-2-butè-1,4-dial (BDA), que pot interactuar amb proteïnes causant citotoxicitat i també pot reaccionar amb nucleòsids, produint mutacions. Aquest producte de la metabolització, per tant, podria ser el metabòlit genotòxic causant dels tumors.

A causa de l'alta reactivitat del glutatió i altres constituents del fetge, aquests podrien evitar que arribés a la medul·la òssia. S'ha observat també que indueix la pèrdua d'ATP. Això deriva en la producció d'enzims citotòxics com endonucleases que produeix talls de doble cadena en l'ADN. De totes maneres, la informació disponible de la genotoxicitat del furan encara té alguna problemàtica, deguda possiblement a la seva alta volatilitat. En conclusió, la inducció de tumors per part del furan es basa en els seus dos mecanismes d'acció, la seva genotoxicitat i la seva citotoxicitat. La importància dels tumors serà deguda a la dosi de furan i a la mostra que el conté.

Estructura química del tetrahidrofuran.

## Aplicacions
Es fa servir principalment com producte intermedi per obtenir industrialment tetrahidrofuran. S'empra també per a fer laca, com a solvent per a resines i en la síntesi química d'insecticides, estabilitzants i productes farmacèutics. És útil també per a sintetitzar nitrofurans, un grup de fàrmacs amb activitat antibacteriana, antituberculosa i fins i tot antitumoral.